# Маденієтський сільський округ (Аягозький район)
Маденіє́тський сільський округ (каз. Мәдениет ауылдық округі, рос. Мадениетский сельский округ) — адміністративна одиниця у складі Аягозького району Абайської області Казахстану. Адміністративний центр та єдиний населений пункт — село Маденієт.
Населення — 747 осіб (2021; 1014 у 2009, 1218 у 1999, 1694 у 1989).
Станом на 1989 рік існувала Маденієтський сільська рада (села Карашенгель, Каскабулак, Коктал, Маденієт) колишнього Чубартауського району. Село Коктал було ліквідовано 2013 року.

## Склад
До складу округу входять такі населені пункти:
| Населений пункт   | Старі назви | Населення, осіб (1989) | Населення, осіб (1999) | Населення, осіб (2009) | Населення, осіб (2021) |
| ----------------- | ----------- | ---------------------- | ---------------------- | ---------------------- | ---------------------- |
| Карашенгель, село | -           | 178                    | -                      | -                      | -                      |
| Каскабулак, село  | -           | 168                    | -                      | -                      | -                      |
| Коктал, село      | -           | 199                    | -                      | 27                     | -                      |
| Маденієт, село    | -           | 1149                   | 1218                   | 987                    | 746                    |
| --Жаркимбай, село | -           | -                      | -                      | -                      | 1                      |